# Палласовка (село)
Палласовка (до 1944 года — Ней-Галка (Новая Галка), нем. Neu-Galka) — упразднённое село в Палласовском районе Волгоградской области, располагалось в восточной части современного города Палласовка.
Село находилось в степи, близ левого берега реки Торгун.
Расстояние до областного центра города Волгоград составляло около 280 км.

## История
Основано в 1860 году выходцами из Усть-Кулалинки (Галка) и Нижней Добринки. До октября 1918 года немецкая колония Торгунской, а с 1914 года — волостное село Ней-Галкинской волости Новоузенского уезда Самарской губернии. По церковно-административному делению колония относилась к лютеранскому приходу Веймар.
По сведениям Самарского губернского статистического комитета за 1910 год в селе Ней-Галка считалось 252 двора с числом жителей 1217 мужского пола и 1202 — женского, всего — 2419 душ обоего пола поселян-собственников, немцев, лютеран. Количество надельной земли удобной показано 6730 десятин, неудобной — 6728 десятин. Село имело молитвенный дом, земскую школу, 2 ярмарки, 2 маслобойни, 1 паровую и 3 ветряных мельницы. По общеполицейскому управлению село состояло во 2-м стане.
После образования в 1918 году трудовой коммуны (автономной области) немцев Поволжья село Ней-Галка входило сначала в Торгунский район Ровенского уезда (до ликвидации уездов в 1921 году); 15 мая 1921 года декретом ВЦИК РСФСР Торгунский район был переименован в Палласовский район, а в 1922 году преобразован в Палласовский кантон, к которому село относилось вплоть до ликвидации АССР немцев Поволжья в 1941 году. В советский период село Ней-Галка являлось административным центром Ней-Галкинского сельского совета и одновременно центром Палласовского кантона.
Население значительно сократилось в период голода 1921-22 годов. В 1921 году родились 127 человек, умерли — 128. В 1926 году в селе имелись кооперативная лавка, сельскохозяйственный кооператив, сельскохозяйственное кредитное товарищество, начальная и семилетняя школа, пункт ликбеза, библиотека, 2 клуба. В 1932 году организовано Палласовская МТС, имелась промартель.
28 августа 1941 года был издан Указ Президиума ВС СССР о переселении немцев, проживающих в районах Поволжья, немецкое население депортировано. После ликвидации АССР немцев Поволжья село вошло в состав Сталинградской области. Решением исполнительного комитета Сталинградского областного Совета депутатов трудящихся от 31 марта 1944 года село Най-Галка переименовано в село Палласовка (ГУ «ГАВО». Ф.Р – 2115. Оп.1. Д. 453. Л.266). Сведений о слиянии рабочего посёлка Палласовка и села Палласовка выявить не удалось.

## Население
Динамика численности населения по годам:
| 1859 | 1883 | 1889 | 1897 | 1904 | 1910 | 1920 | 1922 | 1923 | 1926 | 1931 | 1939  |
| ---- | ---- | ---- | ---- | ---- | ---- | ---- | ---- | ---- | ---- | ---- | ----- |
| 603  | 1213 | 1452 | 1550 | 1833 | 2419 | 2900 | 2710 | 2754 | 3191 | 5458 | 11722 |